# Globálium
Globálium es un modelo filosófico de la realidad emprendido por Lluís Maria Xirinacs. Pretende ser una visión global de la realidad, desarrollado a lo largo de la vida de Xirinacs, pero que vio la luz a partir de la tesis doctoral  de la licenciatura de filosofía que Xirinacs hizo cuando se jubiló, donde obtuvo diferentes matrículas de honor. El tema de este doctorado fue el globálium.
Este modelo le sirvió para clasificar todas las facetas de la realidad conocidas por el ser humano y para ayudarle a saber qué es esencial de cada una.

## Historia
A lo largo de la historia, diversos pensadores han tratado de formular modelos integrales para explicar la realidad. En Cataluña destaca la figura de Ramon Llull (siglo XIII), quien en su obra Ars Magna diseñó un sistema de ruedas lógicas y categorías lingüísticas para fomentar la comprensión universal entre cristianos, judíos y musulmanes. Paralelamente, Girona se convirtió entre los siglos XI y XIII en un centro cabalístico de primer orden, reforzando la tradición de utilizar la cábala como vía de interpretación tanto judía como cristiana.
Otros pensadores han hecho aportaciones fundamentales. Ramon Sibiuda (siglo XIV) describió la realidad en cuatro niveles —ser, sentir, pensar y vivir—; Leibniz propuso su Monadología; Jaume Balmes unió racionalismo, empirismo y religión en su obra Criteri; Francesc Pujols elaboró la Pantología dentro del “Concepte General de la Ciència Catalana”; Ferrater Mora impulsó su Diccionario de Filosofía y su integracionismo; Eugeni d’Ors escribió sobre la dialéctica del juicio; y Raimon Panikkar exploró el puente entre Oriente y Occidente.
Este conjunto de planteamientos, todos impulsados por una búsqueda de integración, Lluís M. Xirinacs los recogió siglos después y, a la manera de un «Ramon Llull del siglo XXI», desarrolló su propio modelo —el Globalium— basado en geometrías como la esfera y la hiperesfera. Este sistema sintetiza todo el conocimiento anterior y constituye una visión amplia de la realidad.

## El Modelo General Básico

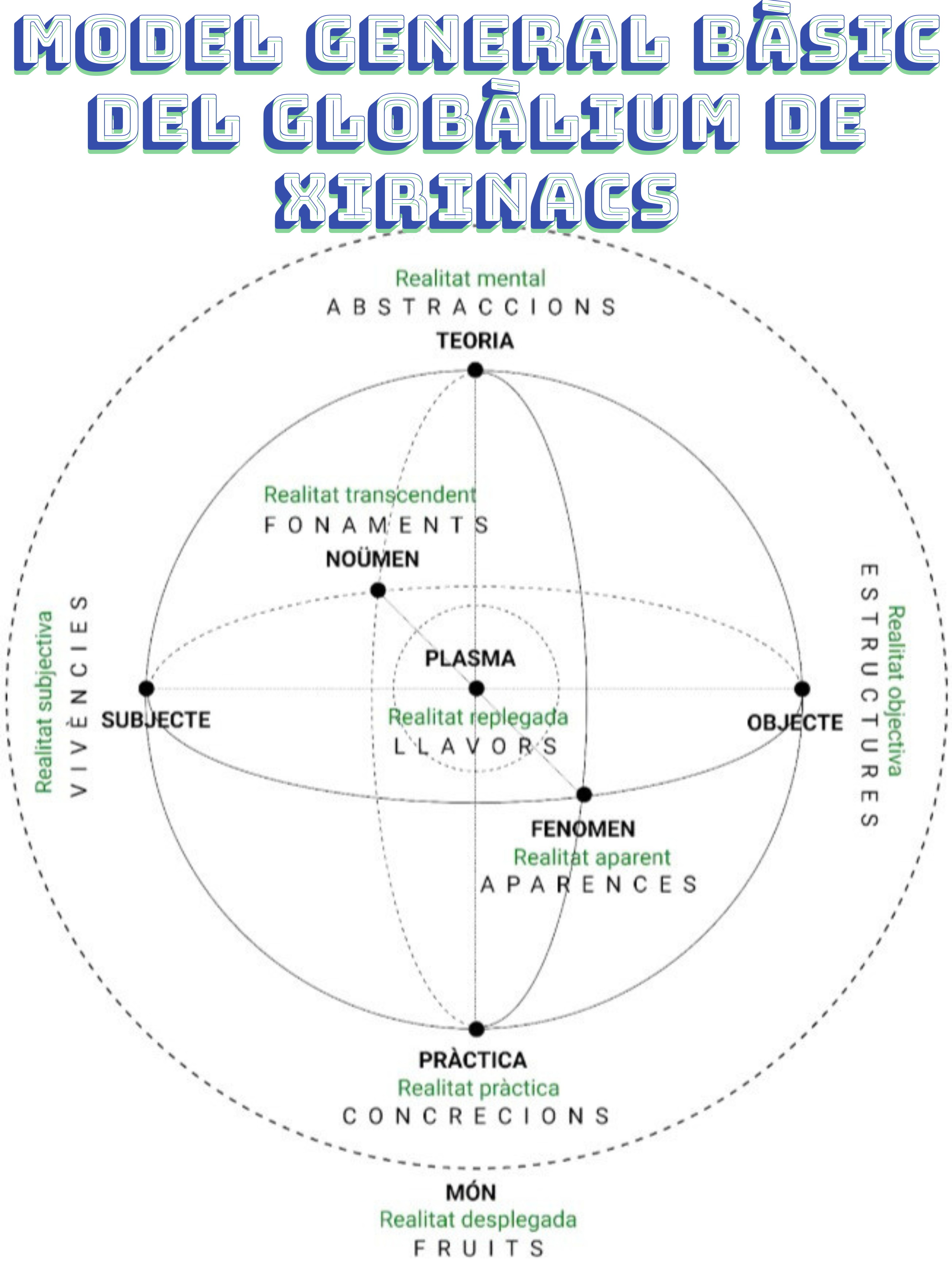
Modelo general básico del Globalium de Xirinacs

Modelo no creado directamente por Xirinacs, pero que puede deducirse fácilmente desde los modelos creados por él. Consiste en la visión más general y básica posible del modelo completo, compuesta por sus 8 puntos fundamentales que determinan sus 4 dimensiones. Este esquema facilita una comprensión global del modelo completo sin excluir ninguna dimensión, permitiéndonos entender cómo combinar, armonizar y equilibrar sus distintos polos.
1. Dimensión PLASMA-MUNDO (alrededor)
2. Dimensión FENÓMENO-NOÚMENO (parencia)
3. Dimensión SUJETO-OBJETO (tensión)
4. Dimensión TEORÍA-PRÁCTICA (cerniente)

## Modelo Menor

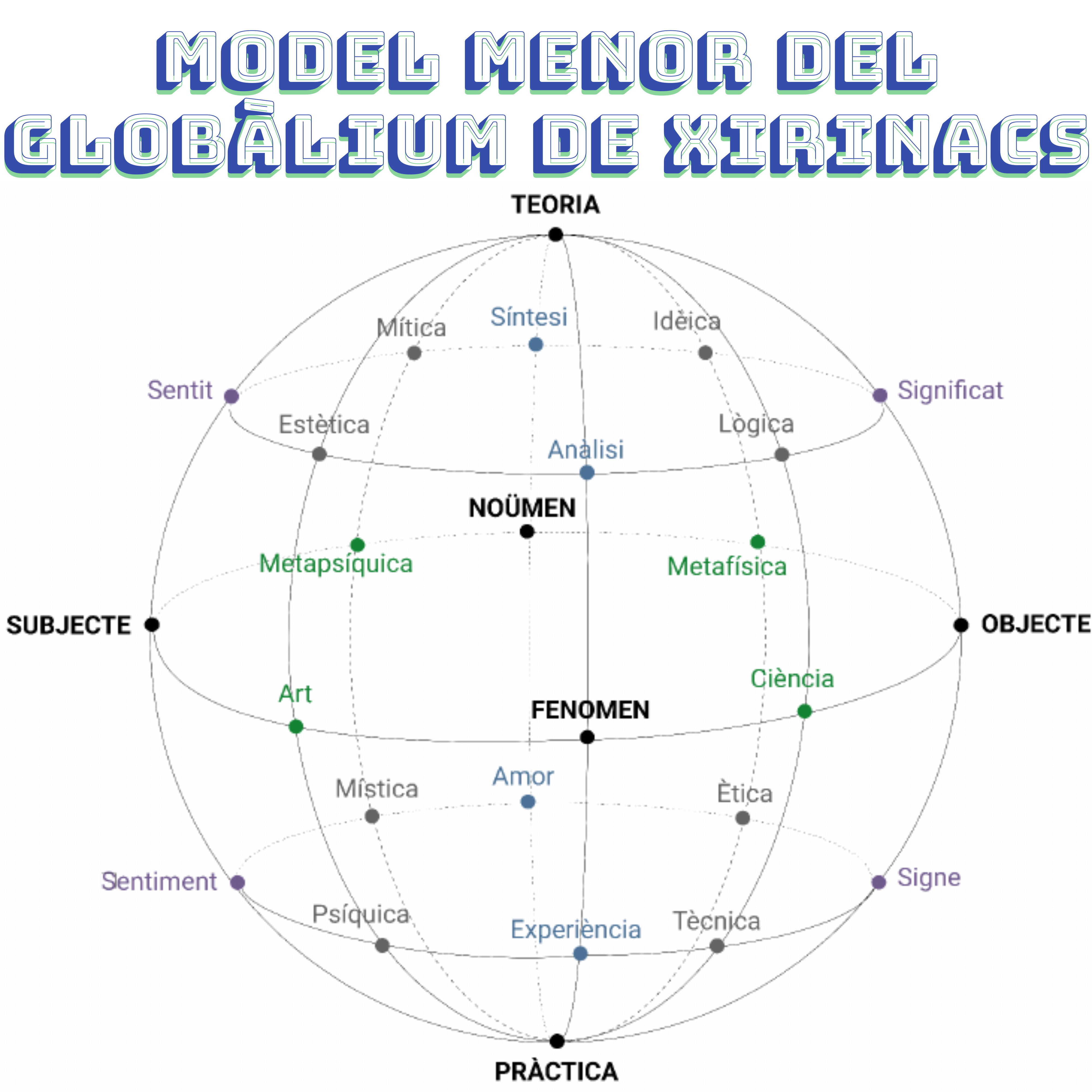
Modelo Menor del Globalium de Xirinacs

El Modelo Menor consta de veintiséis áreas o categorías, que quedan dispuestas conceptualmente en tres dimensiones, como en una esfera o poliedro con veintiséis caras, estableciéndose una relación de proximidad o lejanía entre sí.
6 son representadas de color verde; 12 de color negro y 8 de color rojo:
1. Las verdes son las dimensiones fundamentales, colocadas respectivamente delante/detrás, arriba/abajo ya la derecha/a la izquierda de la superficie esférica.
2. Las negras están en medio de la distancia entre dos categorías verdes, vecinas en la superficie esférica.
3. Las rojas son en el centro de los triángulos formados por tres categorías verdes, vecinas, no alineadas.

|   | Concepto     | Abreviatura | Anticoncepto |        |
| - | ------------ | ----------- | ------------ | ------ |
| 2 | Amor         | AMO         | ANA          | [ 12 ] |
| 2 | Anàlisi      | ANA         | AMO          | [ 13 ] |
| 2 | Art          | ART         | MTF          | [ 14 ] |
| 2 | Ciència      | CIE         | MTP          | [ 15 ] |
| 3 | Estètica     | EST         | ETI          | [ 16 ] |
| 3 | Ètica        | ETI         | EST          | [ 17 ] |
| 2 | Experiència  | EXP         | SIN          | [ 18 ] |
| 1 | Fenomen      | FEN         | NOU          | [ 5 ]  |
| 3 | Ideica       | IDE         | PSI          | [ 19 ] |
| 3 | Lògica       | LOG         | MIS          | [ 20 ] |
| 2 | Metafísica   | MTF         | ART          | [ 21 ] |
| 2 | Metapsíquica | MTP         | CIE          | [ 22 ] |
| 3 | Mística      | MIS         | ANA          | [ 23 ] |
| 3 | Mítica       | MIT         | TEC          | [ 24 ] |
| 1 | Noümen       | NOU         | FEN          | [ 6 ]  |
| 1 | Objecte      | OBJ         | SUB          | [ 8 ]  |
| 1 | Pràctica     | PRA         | TEO          | [ 10 ] |
| 3 | Psíquica     | PSI         | IDE          | [ 25 ] |
| 2 | Sentiment    | STM         | SGT          | [ 26 ] |
| 2 | Sentit       | STT         | SGE          | [ 27 ] |
| 2 | Signe        | SGE         | STT          | [ 28 ] |
| 2 | Significat   | SGT         | STM          | [ 29 ] |
| 2 | Síntesi      | SIN         | EXP          | [ 30 ] |
| 1 | Subjecte     | SUB         | OBJ          | [ 7 ]  |
| 3 | Tècnica      | TEC         | MIT          | [ 31 ] |
| 1 | Teoria       | TEO         | PRA          | [ 9 ]  |

## Modelo Mayor

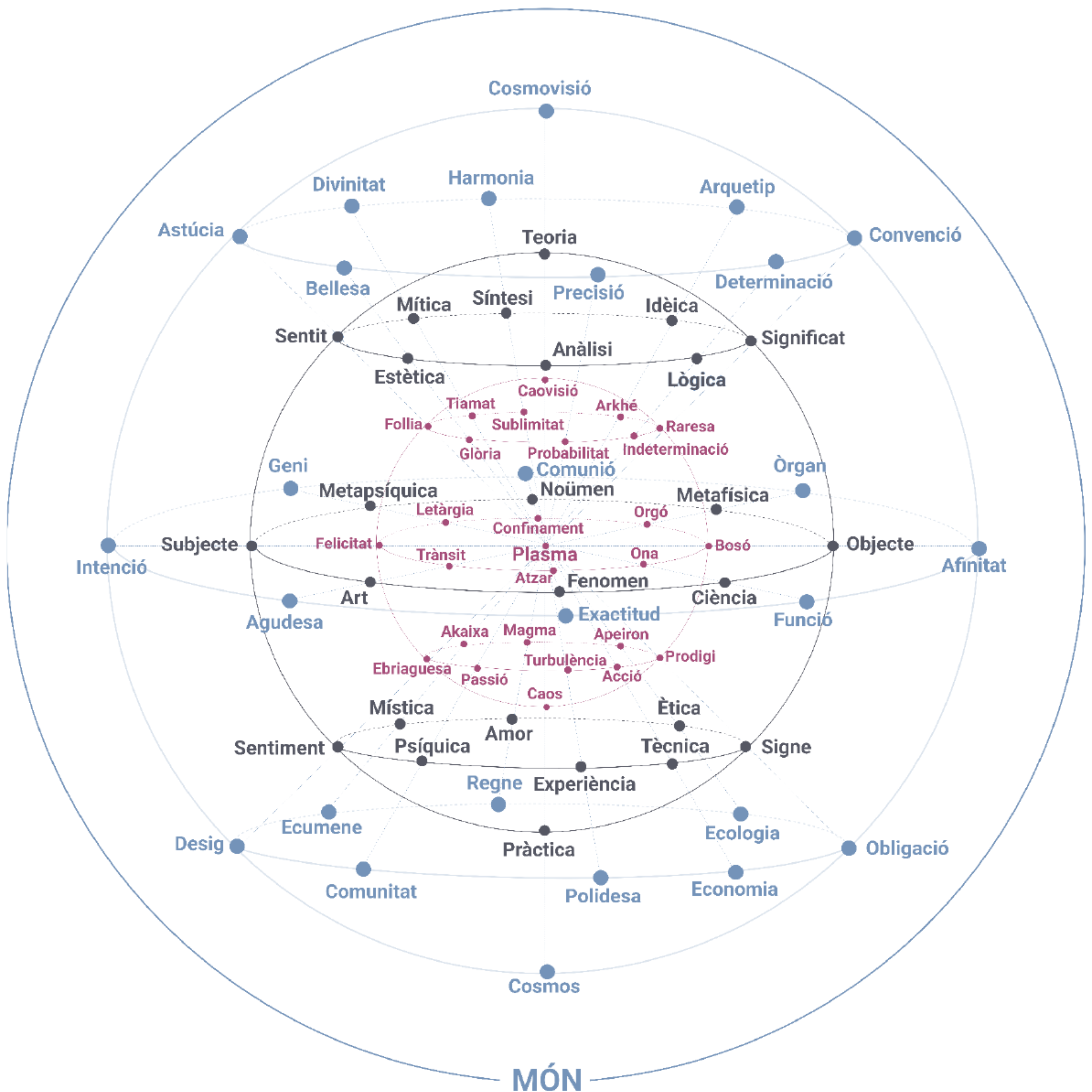
Modelo Mayor del Globalium de Xirinacs

El Modelo Mayor, completo al 90% en el momento de la muerte de Xirinacs, está en mejora continua por parte de la Fundación Randa, depositaria de su legado filosófico.
En el Modelo Mayor se añade una cuarta dimensión (PLASMA-MUNDO) apareciendo nuevos aspectos. Su modelo mayor, está compuesto de 80 categorías filosóficas ordenadas según la estructura geométrica de una hiperesfera, o esfera de cuatro dimensiones.

## Talleres de Globálium
Desde hace años, se realiza en el Mas El Negre un taller anual en Catalán de exploración y profundización del modelo filosófico Globálium pensado tanto para principiantes como para quien ya tenga experiencia previa. Este taller invita a los participantes a reflexionar y redescubrir conocimientos a través del arte de la dialéctica: con un enfoque holístico y multidimensional, aprendiendo a descomponer la realidad, identificar interrelaciones y armonizar conocimientos para lograr una comprensión más amplia e integrada del mundo que nos envuelve.